# 破天荒遊戯
『破天荒遊戯』（はてんこうゆうぎ）は、遠藤海成による漫画作品。「月刊Gファンタジー」に掲載された2度の読みきりの設定をリセットし、同雑誌1999年12月号から連載開始。3巻までコミックを刊行した後、2002年8月号からは「コミックZERO-SUM」に移籍。2019年6月から2022年7月までゼロサムオンラインにて連載されていた。単行本はエニックスよりの既刊分の新装版も含め全24巻が刊行。ドラマCDもシリーズ化されている。イラスト集 Angel Textとアンソロジー本も発売されている。また、2008年1月から同年3月までテレビアニメが放送された。

## あらすじ
「世界を少し見てみたいと思わないかい？」という義父の思い付きで、突然家を追い出されてしまった少女・ラゼル。突然の事態に落ち込みつつも旅の連れを探していた時、彼女はアルゼイドという青年に出会う。彼の旅の目的、それは父親を殺した犯人を見つける事。これを知ったラゼルは、「アンタの人生、アタシが面白おかしく演出してやるわ!」と宣言する。こうして、アルゼイドは父親を殺した犯人を捜す為に、ラゼルはアルゼイドの人生を面白おかしくする為に、旅をする事になるのであった。

## 登場人物
※声優はドラマCD版 / TVアニメ版共通のもの。なお、「-」はそれぞれに登場しなかったことを示す。

### 主要人物
ラゼル・アナディス / ラゼンシア・ローズ
声：小林沙苗
本作の主人公。誕生日は3月21日。物語開始時、14歳。原作では第58幕、アニメでは第10話で15歳になった。身長152cm、体重39kg。
義父・セラの思い付きで、突然旅に出されてしまう。天真爛漫で明るく大胆かつ楽しく勝気。短気で我侭な面もあるが、人の弱さを受け入れられる優しさを持つ。『クマバッグ』を愛用。旅に出るまではセラと2人暮らしで、ファザコン。セラの教育により、家事や日常生活をはじめ、基本的な社会のマナーは身に付けている。更には魔法が使え、肉弾戦も得意。幼い頃に訳あって実父に捨てられた暗い過去を持つ。現在の名前は、自身を拾ったセラに名前を聞かれた際、咄嗟に「ラゼル」と名乗った事がきっかけ。驚異的なネーミングセンスを持ち、かなりの方向音痴。
当初の戦闘力は、アルゼイドやバロックヒートに劣っていたが、ディイにエンジェル・テクストを打たれ戦闘力が急上昇。更にキアラに薬を打たれ、馳せ参じる戦神達のような無限の再生能力を得た。戦闘技術を着実に向上しており、ハンデがあったとは言え、後にアルゼイドを倒せるまでに強くなった。
キアラの目的の為に必要な存在らしく、そのためには自身の戦闘力をキアラ以上にしなくてはならないらしい。黒髪碧眼で、顔はナツメと瓜二つ。バロックヒートら兄弟達はラゼルを見てナツメを思い起こさせている。
セラの発言で、故郷に戻り、そこで平穏な生活を送るが、キアラと仮名『アルゼイド』が現れ、仮名『アルゼイド』の魔法で13年前の世界にタイムスリップする。そこで、セカンドと幼少期のアルゼイド、仮名『アルゼイド』と出会い、セカンドの研究所で家政婦として住み込む。
そこで、セカンドの研究目的を知り、彼を止める為に戦うが、最後はセカンドの指示により彼を銃殺した。直後、仮名『アルゼイド』、アルゼイドの手により、現代に戻った。その後、ナツメと対峙する。
アルゼイド
声：櫻井孝宏 / 甲斐田裕子（少年時代）
13年前に父・セカンドを殺した人物（本人曰く「黒髪に青い目の女」）を捜す為に旅をする青年。銀髪赤眼のアルビノだが、視力はあり日光を浴びても平気である。24歳。誕生日は11月18日。身長182cm、体重62kg。
武器は前文明のアンティーク銃（セカンドの形見）。空間転移・治癒等の魔法が使えるが、あまり進んで使おうとしない。当初はクールで朴念仁だったが、次第にマイペースで大人気ない面が目立ち、周囲からおちょくられたり、ぞんざいな扱いを受けたりして、ヘタレ・弄られキャラと化している。定職には就いていないらしく、かつてはストリートファイトで日銭を稼ぐなどしていた。セラからは「ニート」と呼ばれている。実は、セカンドのクローンであり、兄・仮名『アルゼイド』の代替品として生まれた。その為、昔は彼を見下していたが、彼との再会時に戦った際、圧倒的な力の差を見せ付けられ、更にはサラサネイアとベファイラ、フェイ、ラゼルに敗北して、自身の弱さに苦悩している。後に、事件の真相を探る為、セカンドの研究所を訪れる。そこで、ラゼルを現代に帰還させた事で彼女が犯人だと知るが、実は自身もセカンドが死ぬ間際にとどめを刺していた。後に蘇生したセカンドと再会を果たす。
惰眠が好きで1日10時間寝ないとイライラする。かなりの甘党で猫舌。嫌いな物は野菜等、多数。「アルゼイド」という名前は、セカンドを殺した女に呼ばれた事で使い始めたもので、本名は不明。
バロックヒート・アナディス・タカムラ
声：三木眞一郎
アルゼイドの旧友。通称：ひーたん。茶髪青眼。誕生日は8月6日。自称：28歳（実際は、何百年も生きている）。身長181cm、体重75kg。
原作ではソレスタと仕事をしていた最中、ラゼル達と遭遇。アニメでは出会った経緯は不明。以後、何故か旅に同行する。原作では「2人が怪しい方向に行かないか監視する為」と言うが、本当はナツメの遺言を遂行する為に近付いた。19巻終盤でナツメと再会した後、ラゼルに別れを告げ、ナツメの元に寝返り、プロメテウス最高議長に就任する。
実はナツメによって生み出された人工生命体で、セラ、キアラ、ブランの4人兄弟の末子。右手に蝶の刺青があり、戦闘時には剣になる。フェイから戦闘指南を請われたり、仮名『アルゼイド』を一方的に組み伏したりと、戦闘力は非常に高い。女好きでよくナンパやセクハラ（特にラゼル）をしており、その都度、制裁を受けているが、根底ではナツメを一途に想い、いざという時には頼りになる人物。好きなものは、先述の女性の他に、酒、煙草、シャワー、海鮮料理がある。嫌いなものは（自分以外の）男性。

### 「プロメテウス」関係者
ブランオーウェン・アナディス・タカムラ
4人兄弟の3番目でバロックヒートの姉だが、彼の都合でラゼル達の間では妹という事になっている。通称：ブラン。身長140cm、体重32kg。蜂蜜色の髪に青眼。誕生日は5月21日。
外見は子供だが、大人びた口調で話す。これはナツメの影響によるもの。趣味は、発明と機械弄り。アルゼイドを嫌っており、理由は本人曰く「顔が嫌い」だが、必要に応じて協力してくれる。ロボット・小鉄を製作。兄弟が離散した後はサイヴァと暮らしている。
小鉄（こてつ）
ブランがいつも連れているロボット。大きさはブランよりも小さい。特殊金属製らしく、傷口を再生する事が不可能なレーザーを放つことも可能。感情に近いものは持っているが、言語機能は搭載されていない。身長及び体格はブランが両手で抱え込む事が出来る程度。
キアラ・アナディス・タカムラ
声：下野紘
バロックヒートの次兄。身長165cm、体重48kg。赤髪（元々黒髪だったものを染めている）碧眼。誕生日は1月13日。
飄々とした性格で、ラゼル達の前に度々現れては、助けたり襲ったりしているが、本人は「敵」と称する。初登場時からしばらくは名前が明かされていなかったが、5巻で名前が判明。仮名『アルゼイド』を連れている。武器はネクタイで、剣にしたり相手の首を絞めたりして操る。ラゼルを「俺のモノ」と言うが、真意や彼女を狙う目的は一切不明。ただ、仮名『アルゼイド』との会話から、何かを取り戻そうとしている様子。戦闘力自体はバロックヒートに大きく劣る。ナツメとブランは好きだが、アルゼイドとバロックヒートを嫌っている。
仮名『アルゼイド』
キアラに同行する少年。身長144cm、体重35kg。外見・性格共に幼いが、実はアルゼイドの兄でセカンドのクローン。セラの回想によると、15年前から歳を取っていない模様。名前が無い為に仮名を使っているが、本人はこれに不満がある。銀髪赤眼のアルビノで、顔はアルゼイドに似ており彼と同じ魔法が使えるが、その威力は彼より格段高く、多くの人を殺している事から、彼を知る者の間では「銀髪の悪魔」「バケモノ」と恐れられている。嗅覚も鋭い。普段は舌足らずな口調だが、11巻から大人びた口調で話す場面が出てきた。昔は魔法が使えず、ある資質を満たしていないことから、弟・アルゼイドに見下されていたが、キアラ曰く「持っていない振りをしていた」。ラゼルの事が好きで、彼女だけは守ると告げており、名前をつけて欲しいと頼む。ラゼルとはアルゼイドよりも前に会った事があるらしい。ラゼルからは、「子アルくん」と呼ばれている。
実は両性具無であり、セカンドから欠陥品と扱われていた。
セラティード・アナディス・タカムラ
声：子安武人
ラゼルの義父で、バロックヒートの長兄。誕生日は10月5日。身長187cm、体重72kg。通称：セラ。実父に捨てられ、森で1人死ぬのを待っていたラゼルを拾ったキアラに、子育てを押し付けられる。元々子供は嫌いだったが、現在ではラゼル一筋の親馬鹿に。しかし、それ故に幼少時から高度な戦闘訓練や教育を受けさせていた。エンジェル・テクストにより魔法が使えるようになった。「勝手に『アルゼイド』を名乗っている」「セカンドの顔をしているのが嫌」と、アルゼイドをかなり嫌っており、実はセカンドを殺したのは、アルゼイドではないかと疑い、セカンドの死を認められずにいた。人が良さそうに見えるが、身内以外には冷たい。
ナツメ・アナディス・タカムラ
「プロメテウス」プロジェクトの発起人で、女性科学者。プロメテウスでは神様の様な存在。バロックヒートら兄弟を生み出した母親的存在で、彼らからは非常に慕われていたが、エンジェル・テクストを投与されたセラによると、内面では心の闇を抱えていた模様。凛とした雰囲気だが、自由奔放な性格で自身の好奇心を満たす為なら人の都合も考慮しない。バロックヒートの右手の刺青は、彼女が入れたもの。黒髪碧眼で、顔はラゼルと瓜二つ。
元は、大手製薬会社・タカムラ製薬の令嬢で、飛び級を重ねて12歳で大学教授を務める程の天才的な頭脳を持つ。後に、人工生命体との共存を目的とした「プロメテウス」プロジェクトを発案した。
セカンドに仲間を作る為に、裏でセカンドのクローンを生み出す研究をしていたが、彼に止められた事から銃で自殺した。しかし、実際はセカンドの手で蘇生したが、訳あってその事を伏せられていた。プロメテウス最大の研究所・ガーデンを目指す。
セカンド・ベルトワーズ
アルゼイド、仮名『アルゼイド』の父親。白髪。元はナツメの助手で、セラとは無二の親友だった。繊細で神経質な性格。13年前にある女性に殺されたが、遺体が発見されておらず、実は生きているという噂もあり、謎が多い。エイミー曰く「ちょっと変わった生き物だった」。実は、単為生殖の実験で、初めて生まれた男性の成功例。ケガをしても瞬時に修復したり、死んだ生き物を蘇らせたりする等の特殊能力を持つ。ナツメを死に追いやった自責の念から、彼女を生き返らせようとしていた。
実は数多くのクローンを保管しており、これらに自身の精神を移し替えて生き延びていたが、ラゼルから反対された事から自分を銃殺する様に頼んで死んだ。しかし、実際は生存しておりプロメテウスから逃亡してオフプレイでクーデター組織・パンドラのリーダーとして暗躍する。
テイラ・カナビス
アカネアの街で、小さな診療所を営んでいた女医。だが、実はプロメテウス評議会議員で、アルゼイドの身体データを取る為にプロメテウスが仕組んだものだった。かつて、プロメテウスを抜け出してオブプレイの軍医として働いた事があり、その頃にソレスタと結婚。復讐と称してソレスタが作ったアルゼイドへの想いを込めたポエムを朗読する等アルゼイドを率先してからかっていた。現在は、プロメテウスに戻っている。褐色の肌をしていて眼鏡をかけている。かなりの酒好き。
幼少時から聡明だった事からプロメテウスに所属していた。その頃に未来からタイムスリップしたラゼルと出会っており、彼女を「先生」と慕っていた。
エイミー・キンレン
テイラと同じプロメテウス評議会議員。元・馳せ参じる戦神部隊長で、「歴代最強」と言われていた。議員達からは「女史」、馳せ参じる戦神からは「元帥」と呼ばれている。茶髪の巻き髪。昔、テイラとは仲が良かったらしく、今でも彼女の前では友好的に接しているが、仕事の時は割と冷静かつ厳格。エネロが休眠期に入っている時は、彼女が評議会を取り仕切っている。
20巻で、冤罪を掛けられて逮捕された。
テルセロ・エイザス
プロメテウス評議副議長で、テイラの叔父。
エネロ・フェブ・イェル・カーボベルデ
プロメテウス最高議長。バロックヒートら兄弟のゴッド・ファーザー。1年の殆どはコールドスリープしているが、毎年春から1週間だけ目覚めており、大量のプレゼントを用意してバロックヒート達に会いに行っている。
22巻で議長を退陣して、バロックヒートを次期議長にした。
劉 嘯月（りゅう しょうげつ）
声：諏訪部順一 / -
プロメテウス最高の科学者。16歳。誕生日は9月10日。身長169cm、体重51kg。天才だが、気分屋かつマイペースで、熱中すると周りが見えなくなるが、非常に飽きっぽい。周囲から「アホの子」と言われる。サラサネイアからは「嘯月様」、ベファイラからは「マスター」と呼ばれている。口癖は「勘だけどね」だが、本人曰く「僕の勘は当たる」。アルゼイドに興味を持っている。
サラサネイア
嘯月に仕える少女。ウェーブかかったロングヘアー。感情的で嫉妬深く、ベファイラをライバル視している。嘯月の事が大好きで、彼に近寄る者は全て敵と見なしている。銃身と弾頭に比重20以上の特殊合金を使った銃2丁を武器に扱う。呼び捨てされる事を嫌がっている。アルゼイドを見下しており、彼をおちょくっている。サラサネイアとは、同じ細胞を元に作られたクローン。
ベファイラディータ
サラサネイアと共に嘯月に仕える少女。通称：ベファイラ。黒髪のボブ。同じ細胞から生まれたサラサネイアと行動を共にしている。サラサネイアとは反対に、常に冷静沈着で無表情。嘯月に辛辣なツッコミを入れるが、彼への忠誠心はある。バロックヒート同様、右手を剣にして戦う。人面お手玉や萌えっ子サイコロといった奇妙な玩具を作っている。

### 特殊戦部隊「馳せ参じる戦神（イモータル・ハーキュリー）」
プロメテウスによって作られた、無限の再生能力と抜群の戦闘力を誇るエリート集団の兵隊。その実力は准尉と比較的階級の低いフェイですらアルゼイドを瞬時に倒す程。アデーレの話から、隊員は全部で11人いる模様。隊員達の仲は割と良く、エイミーに「仲良しごっこ」と言われている。さらに、「家事ができる男 カッコイイ」を信条としており、ほぼ全員が編み物などの家事を高い錬度で習得しており、互いに競い合っている。仮名『アルゼイド』曰く、「僕達の偽者」。ほとんどの兵士が、エイミーを苦手とする。
イリューゼ・ブラハ・メレベッティ
中将。盲目で、体格が良い男。内縁の妻と子供がいる。お酒が大好きでマイペース。隊員達が絶賛する程の編み物の腕を持ち、本人曰く「自身の魂の形を編んでいる」。ノリの良い性格や編み物の腕などからか、隊員達を熱狂させるカリスマ性を持つ。テイラとは家族ぐるみで仲が良いらしい。
実は、エネロの孫で、本名はイリューゼ・ナシル・カーボベルデ。馳せ参じる戦神に入隊した際に戸籍抹消と共に名前も変えられた。入隊試験の怪我で、盲目になった。
フェイ・リゼット
声：野島健児 / -
准尉。17歳。常に鋏を持っているが、これは武器ではなく（使う武器はナイフ）、所持する理由も法螺を吹くばかりで、一切不明。趣味は家事手伝いで、腕も良い。夢は可愛いお嫁さんをもらって温かい家庭を築くこと。ラゼルを最初に見た時に可愛い人だと認識し、次に会った時は正式に挨拶を交わすと同時に結婚を申し込んだ。嘯月に翻弄されており、「彼のせいで僕の人生は滅茶苦茶」と嘆いている。
セアン・ウェス・ウェラー
大尉。昔、アルゼイドがいたオブプレイの軍隊で教官をしていた（本人曰く「出張的なアレ」）。大柄な体格を持つ。寡黙だが、頷いたり見つめたりするだけで周囲に言いたいことが伝わっている。
ゲルダ・メイシー
中尉。編み物が上手で、自分設定を作りながら作っている。制服は着ていない。暑苦しい性格から、女性にモテない事に悩んでいる。武器は、長銃。銃身で仮名『アルゼイド』を打ち飛ばした。
ハイラン・マーチ
中尉。兵士達のお題の編み物にて兎を作るものの、周囲にUMA的奇天烈物体と言われる。無表情でマイペースな性格。
ウルマ・ベーリン
少尉。ノリが良い。尾行と潜入捜査が得意。
バンデッタ・クラウン
少尉。ウルマと同じくノリが良い。ウルマと行動を共にしている。
アデーレ・ルッツ
大尉。ノリの良い仲間を見て「僕に友達はいない」と決定付ける。武器は、鞭と銃。

### その他の人物
レイボーン・ディオルテ
ラゼル達の前で狂言自殺を図り、海に飛び降りた所を救われた16歳の少年。誕生日は7月16日。身長167cm、体重55kg。
「友達」という言葉に弱い。ラゼルと「大好き」を1億回言ってもらうことを約束し、彼女達と少しの間行動を共にしていた。嫌いなものは、父親と甘い物。それなりの戦闘技術を持っていたが、アルゼイドを殺そうとする男達の手にかかり、死亡した。
サイヴァ・サルヴァリュート
ブランと共に暮らす青年。主に彼女の身の回りの世話をしており、いわゆる主従関係にある。家事が好きだが、ラゼルにドジっ子属性と言い切られ、料理もアルセイド達から「不味くも美味くもない絶妙な味付け」と言われた。本作において貴重なツッコミ担当。
ソレスタ
声：谷山紀章
アルゼイドとバロックヒートの元戦友。実は、テイラと結婚している。アルゼイドに好意を持っており、ラゼルに嫉妬して彼女を殺そうとしたが、アルゼイドによって返り討ちにされ、死亡。実は、アルゼイドの抱き枕やポスター、果てはアルゼイドの事を想ったポエムまで作っており、死後も変態扱いされ、アルゼイドにとっても彼の存在はトラウマ化している。
ジェリス・ブライア
セラティードの茶飲み友達で神父。ラゼルの兄貴的存在。ミゼットの家の跡取り息子として、孤児院から引き取られたが、家の娘と恋仲になった事がバレて出家させられた。おねぇ言葉を話すが、異性愛者。金茶の髪にエメラルド色の眼。伊達眼鏡をしている。現在はラゼルの学校に臨時教師として勤務している。誕生日は6月11日。身長178cm。体重62kg。肉とビール、紅茶が好き。
ディイ・フェンネル
宗教法人『シンクロニック・センチュリー』の代表者。エンジェル・テクストを販売していた。ラゼルにエンジェル・テクストを投与し、ラゼルの体を自分の体にしようとしたが、キアラに裏切られ、最期はジェリスに銃殺された。
ヴィク
声：野田順子 / -
警邏隊の重要書類を盗み、追いかけられていた所をラゼルに助けられた女性。村での生活に嫌気が差して、出奔したが、後にサイキと再会を果たして和解。2人で帰郷した。
サイキ
声：坪井智浩 / -
ヴィクと知り合いの男性。村から出て行ったヴィクを追いかけてきた。
リィナ・レンフォード
声：中原麻衣 / -
貿易商を営む父を持ち、大事に育てられた少女。愛称：りーにゃ（本人の希望）。現実離れした幼い思考を持つ。アルゼイドを気に入り、自分の物にしようとするが、彼の言葉で最後はタキを連れて家出した。作者曰く「モデルは作者の友人」。その後、20巻でアルゼイドと再会。タキと共に世直しの旅をしていた。
タキ
声：宮田幸季 / -
リィナの使用人。常人には理解し難いリィナの言葉を訳する事が出来る。リィナに付き従っている。その後、リィナと共に世直しの旅をしていた。
ノマ
声：根谷美智子
ロドリーと駆け落ちの為に待ち合わせをしていた所、うっかり転んで死んだドジな幽霊。享年19歳。
ロドリー
声：藤原啓治
ラゼル達に幽霊退治を依頼した男性。ノマを口説き、一時は恋仲になったが、自分の将来の為にノマを見捨てる。
ヴィンセント（偽名）
声：氷上恭子
オブプレイの国王が使用人に産ませた隠し子。通称：ヴィー。本物のヴィーを含め、跡継ぎの王子が全員流行病で死んだ為、急遽跡継ぎとなる。本物のヴィーの代わりに父の顔を殴るという決意から、本物のフリをしていた。猫かぶりだが、ラゼルだけは慕っていた。20巻でラゼル達と再会。
ララウェル
声：清水愛
シェンフープの娘。彼の妻（声：櫻井智）の墓で拾われた。4歳の頃から人を殺し始めるが、殺す理由は常にとても些細な事で、自分でも何故こんな事をするのか分からなかった。ラゼルに手を差しのべられるも、最終的に自ら撃った銃弾で自殺した（アニメ版では放火による自殺に変えられている）。
ジェンフープ
声：遊佐浩二
ララウェルと共に宿屋を営む男性。いわゆる親馬鹿。年前、妻の浮気と離婚話を持ち出された事がきっかけで、彼女を殺害。生まれるはずだった子供への償いとして、妻の墓で拾ったララウェルを育て続けてきたが、最期はララウェルの罪を被って自殺した。
マデイラ
声： - / 大浦冬華
ラゼル達が宿代わりとして訪れた屋敷に住んでいた女性。出来の良い妹（声：後藤沙緒里）に劣等感を抱く。大学に進学したいが両親から反対されており、その費用を稼ぐ為、祖父（声：有本欽隆）が遺した宝物を探してほしいとラゼル達に頼む。
サムジ
ディイの従者。エンジェル・テクストを使用して力を得る。耳にピアスの穴がたくさん開いている。
ミゼット
男に絡まれている所をラゼル達に助けられた娼婦。かつては裕福な家庭で育ったらしいが、根っからのお嬢様で何の取柄・特技も無かった為、家が破産してからは身体を売る事でしか生きる術を見出せず、ディイからは「汚らわしい」と蔑視されていた。実はジェリスの義妹で元恋人だが、8年ぶりに再会した時は、彼の事を忘れていた。妊娠を機に娼婦を辞めようとしていたが、エンジェル・テクストの副作用により死亡。
エルマー
声： - / 三瓶由布子
父の敵を討つ為にリィズフェルトの命を狙う少年。ラゼル達と共に監獄に入れられてしまう。
リィズフェルト
声： - / 長嶝高士
アリアメイル監獄の所長。地下闘技場でゼロサム・ゲームを催したが、ラゼル達に倒された。
ロマリオ
声： - / 松来未祐
ラゼル達がサーカスで出会った少年。ピアノを習っている為、綺麗な手をしているが、ヴァイオラを造る材料としてイリージャに殺害される。
イリージャ・バートネル
声： - / 斎賀みつき
サーカス団の座長を務める女性。流産で子供を失って以来、サーカスを見に来た子供をさらっては、綺麗な部分だけをヴァイオラを造る材料にしていたが、意思を持ったヴァイオラによって殺された。原作では、殺される直前に駆け付けたロマリオの母親に刺されている。
ヴァイオラ
イリージャに造られた"子供"。高い戦闘力を持ち、ラゼル達を圧倒し、ロマリオの母親も殺そうとするが、イリージャを殺す。最期は自身もアルゼイドに射殺された。アニメでは、魔法が使え、サーカスのピエロの人形を操っていた。
ルドヴィカ
声： - / 名塚佳織
アルビノの少女。昼の空に憧れており、外の世界を見る事を望んでいたが、外に出たくても村人達から固く禁止されていた。
アディ・アズヒム
掃除屋を営む女性。赤髪赤眼。武器はワイヤーで、戦闘力も高い。仮名『アルゼイド』の殺害を依頼されたが、アルゼイドを人殺しと誤解して、彼に重傷を負わせてしまう。誤解と判明した後は、ラゼル達に協力する。20巻で兄と共にヴィーの護衛をしていたところをラゼル達と再会。
アシュマー・アズヒム
アディの兄で、妹と共に清掃業を営む。眼鏡を着用。特殊能力は、光の屈折率の調整であり、姿を隠す事が出来るが、戦闘力は無い様で、アディに「無能」と罵られている。20巻でラゼル達と再会。
ファビエン・ローズ
声： - / 小形満
ラゼル（ラゼンシア）の実父。妻・イリリアが娘・ラゼルに殺された現場を見た為に、娘を捨ててしまう。だが、後悔の念が襲ってきた為に、村が突如滅んだ後も村に住み続けた。彼だけは、仮名『アルゼイド』に殺されなかったが、後にキアラによって殺された。
イリリア・ローズ
声： - / 田中敦子
ラゼル（ラゼンシア）の実母。未来を視る力を持っていた。不治の病にかかったことで、精神的にもおかしくなっていき、遂にはラゼルを殺そうとしたが、逆に彼女に殺される事となった。　
クラリサ
声： 川澄綾子 / -
ラゼルのクラスメイトで、親友。ラゼル曰く「べらぼうの美少女」。極度の男嫌いだが、ジェリスやセラとは会話が出来る。セラに関しては、彼曰く「『ラゼルを下衆な男から守る同盟』の同志だから」。
オルミ・ホトハラ
サガラ海運のメンバー。乗組員としてラゼルの航海に同乗する。

## 用語集
魔法
作中では、魔法を使えるのは才能の有無のみとされ、使える人もごく稀（旅に出てすぐのラゼル曰く「私も3〜4人しか見たことがない」）だが、エンジェル・テクストの服用でも魔法が習得できる。また、空間や時間を飛び越えたり、人の心を自在に操ったり、消えた命を取り戻したりする事は出来ないとされているが、アルゼイド、仮名『アルゼイド』は、空間を飛び越える能力があり、セカンドは消えた命を取り戻す能力を持っていた。
クマバック
ラゼルが愛用する鞄。目隠しをした熊のぬいぐるみの形をしている。外見に合わず、収容量は無限大。元は、キアラがラゼルの10歳の誕生日プレゼントに贈った物。
エンジェル・テクスト
ディイが、配布していたドラッグ。元々、セカンドの為にナツメが製作したもの。快楽目的のものとは異なり、服用する事で身体が細胞レベルから作り変えられ、魔法（ディイ曰く「天使の力」）と驚異的な身体能力を得られる『進化』の薬で、「天使になる為の教科書」と言われているが、薬の過剰摂取や身体に適さなかった場合、異常増殖した血液の内圧に耐え切れず、人体が破裂してしまう。だが、キアラ曰く「天使を穢した愚かな神様への復讐の教科書」とのこと。
フェイによると、薬の服用で超人的な力を得る代わりに寿命が短くなる（平均30代前半）とのこと。
プロメテウス
主に武器の製造を収入源とする比較的豊かな町。ここには評議会があり、現在あるプロジェクトを遂行している。名前の由来は、ギリシア神話に登場するプロメテウスから。

## 書誌情報
- 遠藤海成『破天荒遊戯』エニックス〈ガンガンファンタジーコミックス〉、全3巻
  1. 2000年7月発売、ISBN 4-7575-0283-4
  2. 2001年4月発売、ISBN 4-7575-0445-4
  3. 2002年1月発売、ISBN 4-7575-0626-0

- 遠藤海成『破天荒遊戯』一迅社〈ゼロサムコミックス〉、全24巻
  1. 2002年8月発売、ISBN 4-7580-5004-X
  2. 2002年8月発売、ISBN 4-7580-5005-8
  3. 2002年8月発売、ISBN 4-7580-5006-6
  4. 2003年2月25日発売、ISBN 4-7580-5013-9
  5. 2003年9月25日発売、ISBN 4-7580-5047-3
  6. 2004年4月24日発売、ISBN 4-7580-5068-6
  7. 2004年11月25日発売、ISBN 4-7580-5101-1
  8. 2005年7月25日発売、ISBN 4-7580-5157-7
  9. 2007年3月24日発売、ISBN 978-4-7580-5206-1
  10. 2007年12月25日発売、ISBN 978-4-7580-5323-5
  11. 2009年1月24日発売、ISBN 978-4-7580-5389-1
  12. 2010年5月25日発売、ISBN 978-4-7580-5509-3
  13. 2012年3月24日発売、ISBN 978-4-7580-5697-7
  14. 2014年5月24日発売、ISBN 978-4-7580-5924-4
  15. 2015年2月25日発売、ISBN 978-4-7580-3025-0
  16. 2015年8月25日発売、ISBN 978-4-7580-3105-9
  17. 2016年3月25日発売、ISBN 978-4-7580-3174-5
  18. 2017年4月25日発売、ISBN 978-4-7580-3272-8
  19. 2017年11月25日発売、ISBN 978-4-7580-3323-7
  20. 2018年10月25日発売、ISBN 978-4-7580-3395-4
  21. 2019年9月25日発売、ISBN 978-4-7580-3462-3
  22. 2020年4月25日発売、ISBN 978-4-7580-3507-1
  23. 2021年2月25日発売、ISBN 978-4-7580-3591-0
  24. 2022年9月24日発売、ISBN 978-4-7580-3790-7

## ドラマCD
- 破天荒遊戯 （原作・第1幕 - 第5幕のエピソードを収録）
- 破天荒遊戯 ゆくさきをしらない （原作・第6幕 - 第10幕のエピソードを収録）
- 破天荒遊戯 てのひらのたいよう （原作・第12幕 - 第15幕のエピソードを収録）
- 破天荒遊戯 ほんとうにあったこわいおはなし （コミックZERO-SUM 2008年4月号付録）
- TVアニメーション「破天荒遊戯」ドラマCD 第1巻 断罪の緋き花よ咲け

## テレビアニメ
2008年1月よりKBS京都ほか独立UHF局にて放送。全10話（UHFアニメとしては若干短めの話数となっている）。
メ〜テレにとっては約1クールぶりの純然たるUHFアニメとなる（金曜深夜枠としては約4か月半ぶり）。
エンジェル・テクストに関わるエピソードは描かれず、その部分に関する登場人物は未登場。また、残虐描写が抑えられている。
アニメ版のキャッチコピーは、“人生は まだ『クソツマンナイ』かい?”
2010年11月15日より、gyaoにてアニメ本編の動画が無料配信されている。

### スタッフ
- 原作・衣装デザイン・脚本協力（第5-10話） - 遠藤海成
- 監督 - 高本宣弘
- シリーズ構成 - 今川泰宏
- キャラクターデザイン・総作画監督 - 小林利充
- 美術監督 - 小山俊久
- 色彩設計 - 北爪英子
- 撮影監督 - 近藤慎与
- 編集 - 松村正宏
- 音響監督 - 岩浪美和
- 音楽 - ZIZZ STUDIO
- プロデューサー - シバタミツテル、大森啓幸、岡村武真
- アニメーションプロデューサー - 浦崎宣光
- アニメーション制作 - スタジオディーン
- 製作 - 「破天荒遊戯」製作委員会

### 主題歌
オープニングテーマ「Heartbreaking Romance」
作詞 - 江幡育子 / 作曲・編曲 - 大山曜 / 歌 - いとうかなこ
エンディングテーマ「手の中の永遠」
作詞 - 石川智晶 / 作曲 - Jin Nakamura / 編曲 - 森英治 / 歌 - 引田香織
挿入歌「Take you as you are」（第10話）
作詞 - 江幡育子 / 作曲・編曲 - 大山曜 / 歌 - いとうかなこ

### 各話リスト
| 話数   | サブタイトル             | 脚本              | 絵コンテ   | 演出     | 作画監督            |
| ------ | ------------------------ | ----------------- | ---------- | -------- | ------------------- |
| 第1幕  | 永遠のともしび           | 今川泰宏          | 高本宣弘   | 高本宣弘 | 浅井昭人            |
| 第2幕  | きずあとのきず           | 今川泰宏          | 石井久志   | 石井久志 | 八尋裕子            |
| 第3幕  | かくもささやかな子守唄   | 今川泰宏          | 高本宣弘   | 小倉宏文 | 高橋敦子            |
| 第4幕  | 楽園に触れるなかれ       | 今川泰宏          | 小林浩輔   | 小林浩輔 | 小澤円              |
| 第5幕  | てのひらのたいよう・前編 | 今川泰宏          | 誌村宏明   | 丸山由太 | 近藤源一郎 中島美子 |
| 第6幕  | てのひらのたいよう・後編 | 今川泰宏          | 池田邦光   | 土屋浩幸 | 浅井昭人            |
| 第7幕  | 花が咲いたら             | 今川泰宏          | 石井久志   | 石井久志 | 八尋裕子            |
| 第8幕  | ゆくさきをしらない・前編 | 今川泰宏          | 神谷純     | 高本宣弘 | 飯飼一幸            |
| 第9幕  | ゆくさきをしらない・後編 | 今川泰宏          | 柳沢テツヤ | 小林浩輔 | 藤井まき            |
| 第10幕 | 君に贈ろう               | 今川泰宏 遠藤海成 | 高本宣弘   | 高本宣弘 | 小林利充            |

### 放送局
| 放送地域   | 放送局     | 放送期間                | 放送日時           | 放送区分       | 備考             |
| ---------- | ---------- | ----------------------- | ------------------ | -------------- | ---------------- |
| 京都府     | KBS京都    | 2008年1月4日 - 3月7日   | 金曜 26:30 - 27:00 | 独立UHF局      |                  |
| 神奈川県   | tvk        | 2008年1月5日 - 3月8日   | 土曜 25:30 - 26:00 | 独立UHF局      |                  |
| 埼玉県     | テレ玉     | 2008年1月7日 - 3月10日  | 月曜 25:30 - 26:00 | 独立UHF局      |                  |
| 千葉県     | チバテレビ | 2008年1月7日 - 3月10日  | 月曜 26:10 - 26:40 | 独立UHF局      |                  |
| 兵庫県     | サンテレビ | 2008年1月7日 - 3月10日  | 月曜 26:10 - 26:40 | 独立UHF局      |                  |
| 中京広域圏 | メ〜テレ   | 2008年1月11日 - 3月14日 | 金曜 27:15 - 27:45 | テレビ朝日系列 |                  |
| 日本全域   | AT-X       | 2008年2月8日 - 4月11日  | 金曜 9:00 - 9:30   | CS放送         | リピート放送あり |

### DVD
| タイトル | 発売日        | 品番      | 収録話        |
| -------- | ------------- | --------- | ------------- |
| 第1巻    | 2008年3月21日 | FCBC-0105 | 第1幕、第2幕  |
| 第2巻    | 2008年4月23日 | FCBC-0106 | 第3幕、第4幕  |
| 第3巻    | 2008年5月23日 | FCBC-0107 | 第5幕、第6幕  |
| 第4巻    | 2008年6月25日 | FCBC-0108 | 第7幕、第8幕  |
| 第5巻    | 2008年7月25日 | FCBC-0109 | 第9幕、第10幕 |

## Webラジオ
『破天荒Radio』
- 配信サイト：アニメイトTV
- 配信期間：2007年12月6日 - 2008年3月27日
- 配信日：毎週木曜日更新
- パーソナリティ：小林沙苗（ラゼル役）・三木眞一郎（バロックヒート役）

### コーナー
旅の恥はかきすてろ!
リスナーの旅にまつわるトラブルや、印象的な出来事を募集するコーナー。
集まれ! 破天荒なヤロウども!
リスナーの「破天荒」な行動や、周りにいる「破天荒」な人を紹介するコーナー。